# مانلیوس، میشیگان
مانلیوس (به انگلیسی: Manlius Township) یک منطقهٔ مسکونی در ایالات متحده آمریکا است که در شهرستان آلگان، میشیگان واقع شده‌است.
 مانلیوس ۹۳٫۱ کیلومتر مربع مساحت و ۳٬۰۱۷ نفر جمعیت دارد و ۱۷۸ متر بالاتر از سطح دریا واقع شده‌است.